# 联合国安全理事会第2270号决议
联合国安全理事会第2270号决议是联合国安全理事会于2016年3月2日一致通过的一项决议。该决议针对朝鲜民主主义人民共和国于2016年1月6日宣布的核试验以及2月7日发射的光明星4号，确定了一系列对其进行的个人、实体的经济和商业制裁。
北朝鮮自成立以来就一直将建成完备的核武技术定为基本政策，1950年代后更将其奉为国策。随着冷战局势的风云诡谲，朝鲜加大了秘密研发核武的速度。冷战结束后，随着苏联解体和美国的揭露，朝鲜的核计划终于曝光。而由于国际大国间的分歧，朝鲜的核武研发一直继续进行，直至该决议通过前已经成为非常严重的情况，严重威胁周边国家安全和动摇地区局势稳定。该决议就是在此种背景下在各大国妥协下得到通过。
然而尽管此决议的通过使得国际社会对朝鲜的制裁力度得到加强，但由于决议的漏洞和监管措施疏忽，导致该决议实际上没有达到预想中的影响力。

## 背景

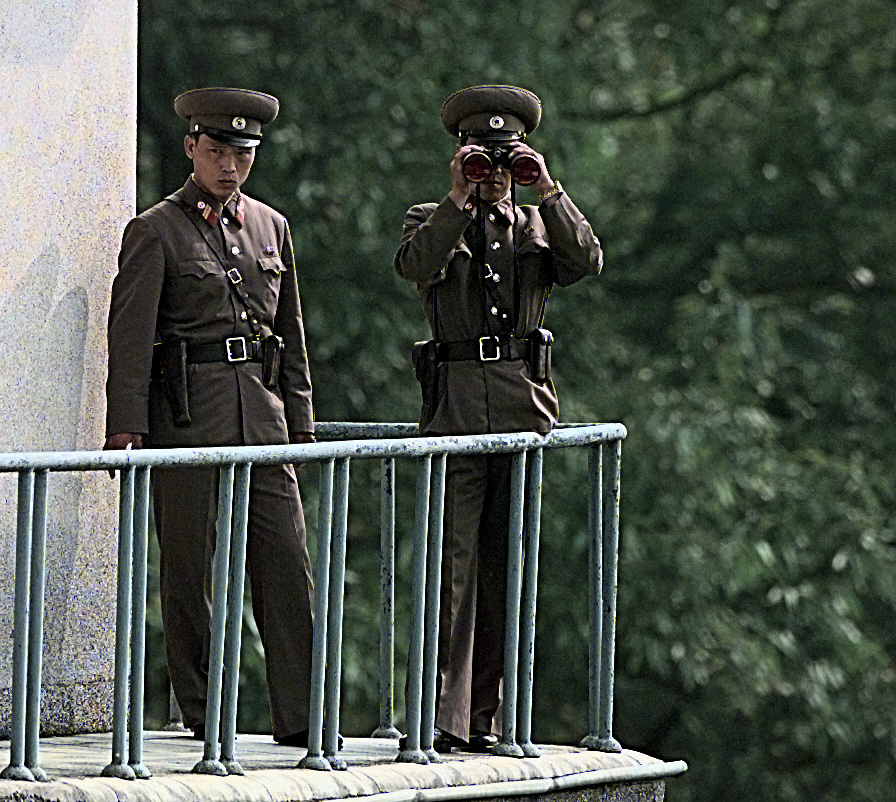
朝鮮人民軍

### 以往朝鲜的一系列核试验
朝鲜研发核武器及大规模杀伤性武器的计划和实际行动由来已久，于2003年4月10日正式退出了《不扩散核武器条约》。2006年朝鲜在无预警情况下试射大浦洞二号、芦洞及飞毛腿导弹七枚导弹，标志着朝鲜自主研发核武器的计划公开化。此后朝鲜继续进行核武器导弹的研发并不断进行发射和试爆，在技术上不断进步，挑战原有核大国的核武技术的威势。尽管在这之后朝鲜一度关闭宁边核设施的核心反应堆并参与六方会谈，但谈判冗长加之没有效果，最终谈判破裂，朝鲜重启核试验，退出六方会谈。2009年5月25日上午，朝鲜进行了第二次核试验。2013年2月12日，朝鲜进行了第三次核试验。2015年9月15日，朝方宣布宁边核设施已经重启完成产能大增。

### 以往的安理会决议
早在1990年代到第一次核试验前，联合国安理会就先后通过了第825号、第1540号、第1695号三个决议来约束朝鲜的核武研究计划。朝鲜正式第一次试射导弹时，联合国安理会便通过了第1718号决议，对朝鲜实施与核武器及技术、大型武器和奢侈商品有关的禁运。其后更是通过了第1874号、第1887号、第2087号和第2094号这几项决议，谴责朝鲜进行核试验并着手进行相关的制裁措施。但由于决议本身带有缺陷以及部分国家不积极履行决议条文，使得制裁的效果微乎其微。

## 原因
2016年1月6日上午10時（UTC+8:30/平壤時間），朝鲜进行了第四次核试验，朝鲜官方宣布成功试爆了一枚氢弹，但西方国家和韩国普遍对其拥有质疑。核試驗还引發了矩震级5.1級地震。试验过后，国际社会对其行为予以强烈谴责。在进行此次核试验后，韩美军方迅速讨论了向朝鲜半岛出动美军战略力量的问题。1月10日，美军B-52轰炸机进入朝鲜半岛空域，此举是對朝鮮的此次核試驗發出警示。
2016年2月7日早上9點（UTC+8:30），朝鲜國家宇宙開發局宣布通过“光明星”运载火箭将一颗地球观测卫星發射升空。但美韩等国认为，朝鲜发射的是一枚导弹。事后南韓籍的联合国秘书长潘基文严厉批评此次发射事件，各国也均声明严正谴责該发射动作。

## 前奏

### 韩国反制和中国初期的态度
1月6日的核试验后，韩国总统朴槿惠一方面严厉谴责朝鲜的核试验，另一方面就是采取行动，而她在初期的行动是请求中国和美国援助。美方向东北亚增派了军舰和战斗机群，得到韩国政府方面的欢迎。然而另一方面，中国当局却对朴槿惠的请求持十分冷淡的态度，核试验后首尔和北京之间的热线一直处于中断状态，引发韩国朝野哗然。直到二月五日，氫彈試爆後整整一個月，習近平才和朴槿惠通電話。中方最初建議的時間在韓國時間四日晚上十二點也就是北京時間十一點，在外交慣例上難以接受，首爾拒絕，因此才改為次日晚上九點。而在通话中，朴槿惠对中方回避朝核问题、拒绝帮助韩国处理朝鲜核试验相关问题感到十分失望。韩国外交界对此表示，其背后可能存在朴槿惠的“愤怒”。此后在过后一段时间内，中国在联合国安理会屡屡拒绝投票贊成制裁朝鲜，令韩国对中国完全放弃希望寄托，从而完全倒向美国。

### 美军行动以及部署萨德谈判
在朝鲜进行第四次核试验四天后的1月10日，美国向朝鲜半岛派出B-52战略轰炸机。2月15日，派遣“北卡罗来纳号”核动力潜艇在朝鲜半岛周边海域参加美韩联合军演。2月17日，4架F-22隐形战机抵达韩国。而在3月，美军将遣“斯坦尼斯号”核动力航空母舰，参加韩美“关键决断”和“鹞鹰”韩美联合演习。
同时，韩国宣布已准备就部署萨德系统将与美国方面进行谈判。而中国和俄罗斯对此予以强烈反对的态度。

### 中美外长会晤和谈判
在韩半岛局势愈加紧张的时候，中国外交部部长王毅于2月24日出访美国与美国国务卿约翰·克里会晤并商讨多項问题。经过复杂商讨，中美双方就两国扩大对朝鲜制裁的草案达成了一致，并待安理会最终通过。

## 动议
2月25日，美国向联合国安理会递交了制裁朝鲜决议草案。美国常驻联合国代表萨曼莎·鲍尔表示，决议草案将禁止向朝鲜出售小型武器和其它常规武器，限制并在部分情况下彻底禁止朝鲜出口煤、铁、金、钛和稀土矿。鲍尔表示，这项决议若获得通过，将是“20年多来安理会实施的最严厉制裁”。中国驻联合国代表刘结一表示，中方反对所有核试验以及弹道导弹技术的测试，并希望通过此次的决议防止此类事件再次发生。俄罗斯常驻联合国副代表彼得·伊里切夫称，俄方需要时间研究该草案，最早可能在3月初进行表决。

## 决议结果

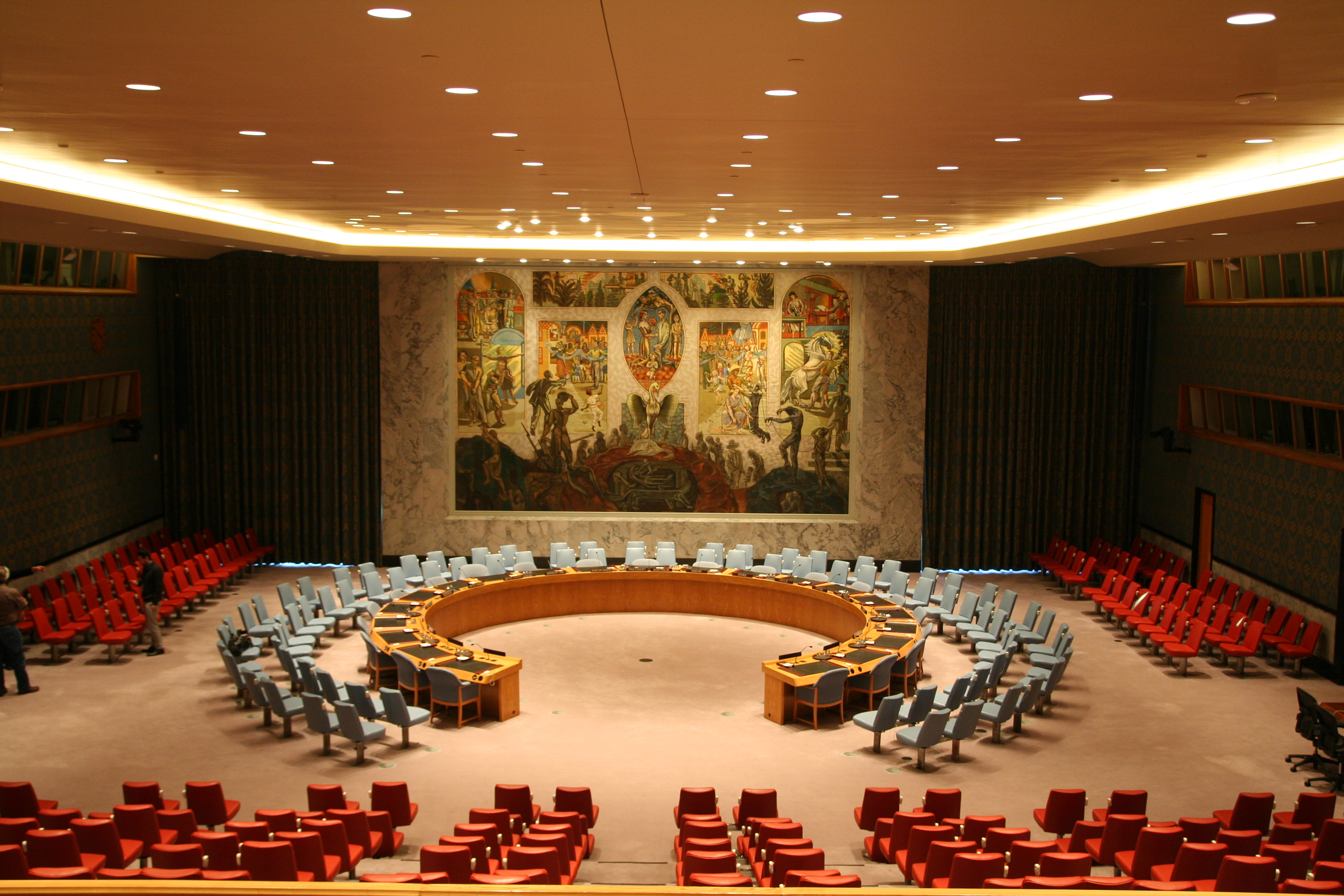
位于联合国总部内部的安全理事會會議廳，該決議草案在此處表決。

2016年3月2日上午10时（美国东部时间）（北京时间3月2日晚上23时），联合国安理会召开会议，正式就美国递交的制裁朝鲜决议进行投票，安哥拉代表主持了会议。决议由15个理事国（5个常任理事国、10个非常任理事国）一致同意通过，并立即生效。
决议内容包括：
- 视所有进出朝鲜的货物为可疑物品。各国必须对朝鲜的全部进出口货物进行强制检查，对从朝鲜出港或驶往朝鲜的船只和飞机进行全面的检查。被怀疑给朝鲜运输非法物资的船只也不得靠港。
- 禁止任何国家将本国的船只和飞机租赁、出售给朝鲜。
- 必须将所有从事倒卖以及走私军火的朝鲜外交官以及违反联合国前三次对朝决议的朝鲜国民驱逐出境。
- 必须关闭所有朝鲜驻境外的金融机构，同时禁止任何国家的金融机构在朝鲜境内进行任何活动。如果被怀疑帮助朝鲜研发军事计划的非朝鲜银行，在90天之内也必须关闭。
- 禁止向朝鲜出口手表、水晶玻璃、雪地摩托、水上摩托艇和其他娱乐运动器材。
- 禁止向朝鲜出口以及进口煤炭、铁矿砂、稀土等特定自然资源。
- 禁止各国为军事、准军事或警察训练目的接待培训员、顾问或其他官员[54]。
- 禁止向朝鲜提供任何航空燃料。但运输人道援助物资除外。
- 禁止任何朝鲜国民在国外获得高级物理学、计算机科学、地理空间导航、核工程、航空航天工程等领域的专业培训。

## 反应

### 各国反应
- 美国：决议得到通过后，美国常驻联合国代表鲍尔指出，朝鲜不惜举全国之力推进其核武器计划，导致人民遭受严重磨难；安理会此次一致通过的决议施加了近20年来最强制裁措施，显示出了国际社会不仅认识到朝鲜是一个全球安全威胁，同时决心协作进行应对。 [55]
- ：韩国常驻联合国代表吳俊在决议通过后的发言中对决议的通过表示欢迎。他指出，朝鲜在近期进行的核试验和发射远程导弹的举措显示了该国向全面应用核武器的能力迈进了一步。此举严重违反了联合国安理会相关决议，并对国际和平与安全构成明显的威胁。[56]
- 中国：中国常驻联合国代表刘结一在安理会通过制裁朝鲜新决议草案的会议上发言指出，今年1月6日朝鲜不顾国际社会普遍反对再次进行核试验，2月7日又使用弹道导弹技术发射卫星，连续违反安理会有关决议，中方对此表示明确反对。中方一贯坚持实现朝鲜半岛无核化，坚持维护半岛和平稳定，坚持通过对话协商解决问题。[57]
- 俄羅斯：俄罗斯常驻联合国代表维塔利·丘尔金在安理会就朝鲜问题通过决议后讲话指出，俄罗斯对朝鲜违反安理会相关决议予以谴责，对东北亚出现的负面趋势深表关切，俄罗斯相信，只有政治和外交办法才能够解决朝鲜半岛的非军事化问题。[58]
- 日本：决议通过后，日本首相安倍晋三表示：“日本将与国际社会展开合作严格实施。”。首相官邸就此表示说：“这是国际社会对朝鲜发出的明确的信息。决议内容也在相当程度上体现了日本的态度。日本将与国际社会一同协作、严格实施制裁措施。”。[59]
- ：朝鲜政府发言人通过朝中社发表声明，称美国及其追随势力肆意侵犯朝鲜主权和生存权，包括安理会此次决议在内的所有决议都是缺乏公正性、合法性和道德性的文件，对此朝鲜将全面进行反击。[60]

### 其他
- 联合国：秘书长潘基文在声明中表示，安理会的一致行动传达了一个明确的信息，这就是朝鲜必须回归，全面遵守其国际义务。他敦促朝鲜遵守这一决议，并呼吁所有会员国确保决议得到落实。[61]
- 国际原子能机构：2016年6月6日，国际原子能机构总干事天野之弥在机构的理事会会议上对朝鲜核计划再次表达深切关注。他指出，令人遗憾地的是，迄今为止没有任何迹象显示，朝鲜愿意遵守安理会就今年早些时候它在进行核试验后通过的决议。[62]

## 执行
2016年3月3日，菲律賓政府於3日扣押抵達蘇比克灣的北朝鮮貨船“金騰號”並驅逐21名船員。
2016年3月17日，俄罗斯天然气工业股份公司宣布中断与朝鲜的合作，并在备忘录上说明“目前我们与伊朗和朝鲜不进行任何交易，是因为由此我们也会受到打击”。
2016年4月6日，中华人民共和国商务部公布了《对朝鲜禁运部分矿产品清单公告》，宣布针对来自或通往朝鲜的煤炭、铁矿石及航空汽油实施禁运。
2016年4月下旬，越南根据联合国安理会通过的制裁黑名单驱逐相关的朝鲜外交人员。
2016年9月，中国辽宁鸿祥实业发展有限公司董事长马晓红因为涉嫌向朝鲜走私核武器及导弹开发所需物品等军需品而被逮捕并接受调查。

## 效力质疑
该决议尽管被称为“20年来最严厉的决议”，但是它的实际效果备受质疑。韩国东国大学教授高有煥（고유환）认为，这项决议的制裁措施肯定会对朝鲜造成损害，但力度不够，无法迫使朝鲜放弃核武器。首尔大学和平与统一研究中心分析人士張永石认为“这些制裁更像是对朝鲜的警告，告诉朝鲜如果再次开展核试验会带来什么样的后果，也像是在劝诱朝鲜回到谈判桌”。
同时有观点认为，该决议能否奏效在很大程度上取决于中国执行这些措施的力度。美国战略与国际研究中心认为，虽然中国向朝鲜举起了各种棍棒，但这些棍棒实际下手的力度和强度无法太快下结论，并且“（根据过去的前例推测）中国会在制裁实施的一个月后再次降低强度”。
日本《外交学人》杂志在其网站刊文认为，由于中国内部存在极为严重的腐败现象，即使中国政府高层决意制裁朝鲜，但地方官员进行的地下秘密贸易仍然会大大地削弱中国制裁的效力。
有论点认为，该决议草案在俄罗斯掣肘下做了妥协的修改，从而产生漏洞，为俄罗斯向朝鲜秘密输送资源大开方便之门。
有批评者指出，決議中仍有明顯的漏洞，朝鮮仍能夠進口石油，也能出售自己的煤炭和鐵礦石，只要所得不被用來支持該國的核武器計劃，但這很難證明。該決議同樣沒有影響到與中國企業簽訂合同的朝鮮制衣廠。
韩国《Daily NK》刊文报道隶属于朝鲜贸易省或朝鲜劳动党中央39号室的贸易公司受到制裁影响而在4月发生资金短缺，无力支付货款，信用度逐渐下降。而8月朝鲜对华出口铁矿石贸易增加，尽管铁矿石曾被中方指定为禁止进口物品，民间舆论怀疑中方解除对朝制裁或对朝鲜半岛布置萨德进行报复。

## 朝鲜反制
在决议得到通过后，朝鲜当局于2月11日宣布驱逐所有开城工业园区的韩方人员，封锁开城工业园区附近的军事分界线、朝韩管理区的西海岸陆路，关闭开城工业园区，并将园区划为军事管制区。2月底针对经营在华饭店的人员进行思想教育，要求“3月开始用自强精神努力赚外汇”。3月3日发射6枚短程飞行物体。韩国军方判断，这六枚东西像是短程飞弹。该行为被看作朝方对联合国安理会通过涉朝决议的抗议。3月4日，朝鲜最高领导人金正恩已下令，要求军方随时准备动用核武器，要调整军事状态，随时准备好以核武器进行“先发制人的攻击”。
由于通过银行向朝鲜汇款的渠道被全部阻断，部分朝鲜的贸易公司开始通过北京至平壤的国际列车直接搬运现金。同时为了在检查时不被探测器发现，朝鲜商人在包装钞票时甚至使用了特殊的材料。而为了获得军需物资，一些朝鲜的贸易公司还与中国的个体公司合作把军需物品藏在普通货物之中。